# Febre
Febre o Gobernador Febre es una localidad y comuna de 2ª categoría del distrito Montoya del departamento Nogoyá, en la provincia de Entre Ríos, República Argentina. Lleva el nombre de su estación de ferrocarril: Estación Febre, nombrada en homenaje al gobernador Ramón Febre.
La población de la localidad, es decir sin considerar el área rural, era de 50 personas en 1991 y de 104 en 2001. La población de la jurisdicción de la junta de gobierno era de 450 habitantes en 2001.
La junta de gobierno fue creada por decreto 2271/1984 MGJE del 29 de junio de 1984 y sus límites jurisdiccionales fueron establecidos por decreto 717/2002 MGJ del 27 de febrero de 2002. Fue elevada a la 3ª categoría por decreto 3059/2002 MGJ del 31 de julio de 2002.

## Comuna
La reforma de la Constitución de la Provincia de Entre Ríos que entró en vigencia el 1 de noviembre de 2008 dispuso la creación de las comunas, lo que fue reglamentado por la Ley de Comunas n.º 10644, sancionada el 28 de noviembre de 2018 y promulgada el 14 de diciembre de 2018. La ley dispuso que todo centro de población estable que en una superficie de al menos 75 km² contenga entre 400 y 700 habitantes, constituye una comuna de 2ª categoría. La Ley de Comunas fue reglamentada por el Poder Ejecutivo provincial mediante el decreto 110/2019 de 12 de febrero de 2019, que declaró el reconocimiento ad referéndum del Poder Legislativo de 21 comunas de 2ª categoría con efecto a partir del 11 de diciembre de 2019, entre las cuales se halla Febre. La comuna está gobernada por un departamento ejecutivo y por un consejo comunal de 6 miembros, cuyo presidente es a la vez el presidente comunal. Sus primeras autoridades fueron elegidas en las elecciones de 9 de junio de 2019.

## Servicios ferroviarios
Se encuentra entre las estaciones Antelo y Nogoyá del ramal Nogoyá - Victoria del Ferrocarril General Urquiza.